# Station Penge East
Station Penge East is een spoorwegstation van National Rail in de plaats Penge in de London Borough of Bromley in het zuidoosten van de regio Groot-Londen, Engeland. Het station is eigendom van Network Rail en wordt beheerd door Southeastern.